# Tahirou Sani
Tahirou Sani est un joueur franco-malien de basket-ball né à Bamako le 2 novembre 1985. Il évolue au poste d'ailier fort et de pivot.

## Biographie
Tahirou Sani arrive en France en 1999 repéré lors d'un tournoi international à Douai par Jean-Pierre Ciesielski, un ancien espoir de Saint-Quentin à l'origine d'un programme de développement du basket au Mali, qui l'héberge chez lui à Douai. Sani mesure alors déjà 2,01 m. Il survole la catégorie minimes avec le Basket Club de Douai au point que certains doutent de son âge. Une radio des os et un prélèvement dentaire confirment cependant sa date de naissance en 1985.
En 2001, il participe de nouveau au Tournoi de Douai qui l'avait fait connaître. Là, il rivalise avec des prospects NBA comme Carmelo Anthony ou Luol Deng. Un engouement se crée alors et Tahirou Sani attire l'attention de nombreux recruteurs notamment de NBA. Dès février 2000, le supplément Le Mag de Basket Hebdo lui consacre quatre pages.
Tahirou Sani rejoint alors le centre de formation du BCM Gravelines-Dunkerque. Il participe au Championnat d'Afrique des Nations Junior en 2002 où il termine cinquième meilleur marqueur et deuxième meilleur rebondeur. Sani integre le groupe pro de Gravelines en 2003 mais n'étant pas encore naturalisé il est considéré comme étranger pour la Pro A. Il grapille cependant quelques minutes en Coupe ULEB. Sa domination n'est pourtant plus aussi évidente en championnat Espoirs. Le club nordiste décide donc de l'envoyer en prêt en Pro B à Golbey-Epinal puis à Brest. Les espoirs de Draft et de NBA s'éloignent peu à peu et Tahirou Sani ne parviendra jamais à confirmer les espoirs placés en lui.
Il réalise la majeure partie de sa carrière dans les divisions inférieures françaises. Pour certains observateurs, Tahirou Sani représente l'exemple du Fool Gold's en référence  à la pyrite, une pierre de couleur jaune qui rendait fous les chercheurs d'or. Ceux-ci pensaient avoir trouvé d'énormes pépites, et se retrouvaient finalement avec un minerai sans aucune valeur. Le cas de Sani montre les effets pervers d'un emballement médiatique démesuré et prématuré pour un jeune joueur.

## Palmarès
- Vainqueur de la Coupe de France 2005
- 3e au Championnat d'Afrique Junior 2000 et 2002
- 7e  au Championnat d'Afrique 2005